# Lepidarchidae
Die Lepidarchidae sind eine Familie aus der Ordnung der Salmlerartigen. Zur Familie gehören nur zwei Arten, die in Westafrika von Guinea bis Ghana und in Nigeria vorkommen. Sie wurde erst im November 2024 neu eingeführt. Beide Arten gehörten vorher in die Familie der Afrikanischen Salmler (Alestidae) und das Schwestergruppenverhältnis der zwei Arten war vorher nicht bekannt. Die nächsten Verwandten der Lepidarchidae sind nicht die Afrikanischen Salmler, sondern die Afrikanischen Hechtsalmlern (Hepsetidae), von denen sie sich in der Späten Kreide vor 113 bis 93 Millionen Jahren abspalteten.

## Merkmale
Äußerlich ist die nähere Verwandtschaft der zwei Arten nicht zu erkennen. Im Unterschied zu den Hechtsalmlern, deren Maxillare mit zahlreichen Zähnen besetzt ist, fehlen den Lepidarchidae Maxillarzähne völlig. Im Unterschied zu den Afrikanischen Salmlern ist die äußere Zahnreihe jeder Unterkieferhälfte bei den Lepidarchidae mit mehr als sechs Zähnen besetzt (vs. 4, selten 5). Die Afterflosse geschlechtsreifer Männchen ist bei den Lepidarchidae mit waagerecht verlaufenden dunklen Streifen versehen. Den Afrikanischen Salmlern fehlen diese Streifen. Letzteres gilt als eins von vier Synapomorphien, durch die die Familie Lepidarchidae diagnostiziert wird. Die drei anderen betreffen die Morphologie der Wirbel, der Schädelknochen und des Schwanzflossenskeletts.

## Arten
- Afrikanischer Großschuppensalmler (Arnoldichthys spilopterus), im Ogun und im unteren Niger in Nigeria.
- Adonissalmler (Lepidarchus adonis), in verschiedenen Küstenflüssen in Guinea, Sierra Leone, Liberia, Elfenbeinküste und Ghana.